# 何健忠
何健忠（1959年—），江苏泰兴人，汉族，中华人民共和国政治人物、全国人民代表大会江苏地区代表。
毕业于中华会计函授学校会计专业，加入中国共产党。担任泰兴邮政局江平路支局长。2008年起担任全国人大代表。2013年，被选为全国人大代表。2018年2月24日，当选为第十三届全国人大代表。